# Lluís Ros Medir
Lluís Ros Medir (Palafrugell, 1911 - 1994), sabater palafrugellenc, autor d'uns diaris personals molt valuosos pel seu testimoni de la República i de la Guerra Civil. Ros fou enviat, durant la Guerra, al front d'Aragó.

## Biografia
Lluís Ros i Medir va néixer a Palafrugell el 4 d'abril de 1911. Fou l'únic fill de Frederic Ros Bonany i Sofia Medir Colom, que vivien al carrer Pi i Margall i després es traslladaren a viure al carrer de la Tarongeta. Treballà de sabater en el taller de Miquel Plana i a can Peguina, a més d'ajudar en les tasques del mas Casa Nova de Regencós, propietat dels seus sogres. Dedicava el seu temps lliure a escriure un diari personal, escoltar tangos, transcriure lletres de cançons o a fer poemes per a la seva xicota, Llúcia Saballs.
Ros va fer el servei militar els anys 1933 i 1934 a Maó, des d'on enviava cartes a la seva xicota. Amb l'esclat de la Guerra Civil s'hagué de reincorporar a la disciplina militar l'any 1937 i va ser destinat al front d'Aragó, entre les poblacions de Bujaraloz, Belchite i Sástago. Des del front escriu la major part de la seva correspondència, destinada als seus pares i a la seva xicota.
Travessà la frontera per la Vajol el febrer de 1939 i va ser internat al camp de concentració d'Argelers. Va optar per tornar a Espanya entrant per Hendaia, va restar pres a la plaça de toros de Donostia primer i al Monestir de San Marcos de Lleó després, fins que al cap d'un temps rebé un aval des de Palafrugell que li va permetre tornar a la vila. Quan va tornar, es casà amb Llúcia amb qui tingué un fill, en Miquel. Lluís continuà de sabater, muntant el seu propi taller a casa seva. També dedicava unes quantes hores al seu hort al carrer de Begur.
Lluís Ros morí a Palafrugell el 1994. El seu fons documental es conserva a l'Arxiu Municipal de Palafrugell.